# Jean Simonet
Jean Simonet (Jean Maurice Félicien Simonet; * 5. Mai 1927 in Tubize; † 17. März 2022) war ein belgischer Marathonläufer.
1952 qualifizierte er sich als Dritter bei den Belgischen Meisterschaften auf einer möglicherweise zu kurzen Strecke in 2:28:07 h für die Olympischen Spiele in Helsinki, bei denen er in 2:35:43 h auf den 23. Platz kam.
1953 wurde er Belgischer Meister in 2:43:24 h.